# Bauerporella
Bauerporella (Porella baueri) är en levermossart som först beskrevs av Victor Félix Schiffner, och fick sitt nu gällande namn av C. Jens.. Bauerporella ingår i släktet porellor, och familjen Porellaceae. Arten är reproducerande i Sverige.